# Ian Kahn
Pour les articles homonymes, voir Kahn.
Ian Kahn, né le 21 avril 1972 à New York (État de New York), est un acteur américain.
Il est notamment connu pour avoir incarné le général George Washington dans la série Turn.

## Biographie
Il est diplômé de l'Ethical Culture Fieldston School en 1990 et du Skidmore College en théâtre et sociologie en 1994.

## Vie privée
Il est marié et père de deux enfants. 

## Filmographie

### Cinéma
- 2003 : Welcome to the Neighborhood : Jerry
- 2005 : Brooklyn Lobster : Justin Wallace
- 2007 : Day Zero de Bryan Gunnar Cole : Ben Goldman
- 2009 : The Box : Vick Brenner
- 2010 : L'Esprit d'une autre : Marty

### Télévision
- 1994 : CBS Schoolbreak Special : Steve
- 1999 : Sex and the City : Ben
- 2000 : Bull : Marty Decker
- 2001 : Dawson : Danny Brecher
- 2002 : New York, unité spéciale (saison 4, épisode 8) : David Anderson
- 2003 : New York, section criminelle (saison 2, épisode 20) : Ken Harris
- 2006 : In Men We Trust : Everett
- 2007 : Reinventing the Wheelers : Peter Hudgins
- 2007 : As the World Turns : Eliot Gerard
- 2008 : New York, police judiciaire (saison 19, épisode 7) : Chris Mason
- 2009 : The Unusuals : Davis Nixon
- 2010 : New York, section criminelle (saison 9, épisode 9) : Frank Bolinger
- 2012 : Castle : Sal Martino
- 2014-2017 : Turn : George Washington